# 2001–2002-es francia labdarúgó-bajnokság (első osztály)
A francia labdarúgó-bajnokság (első osztály) 2001–2002-es szezonja az Olympique Lyonnais bajnoki címével ért véget, a klubnak ez volt az első sikere. A bajnokságot a Ligue de Football Professionnel szervezte.

## Végeredmény
| Helyezés | Klub                   | Pontszám | Mérkőzés | Gy | D  | V  | LG | KG | GA  | átlagos nézőszám |                                                         |
| -------- | ---------------------- | -------- | -------- | -- | -- | -- | -- | -- | --- | ---------------- | ------------------------------------------------------- |
| 1        | Olympique Lyonnais     | 66       | 34       | 20 | 6  | 8  | 62 | 32 | +30 | 34838            | Francia bajnok Bajnokok Ligája                          |
| 2        | RC Lens                | 64       | 34       | 18 | 10 | 6  | 55 | 30 | +25 | 37336            | Bajnokok Ligája                                         |
| 3        | AJ Auxerre             | 59       | 34       | 16 | 11 | 7  | 48 | 38 | +10 | 12300            | Bajnokok Ligája harmadik selejtezőkör                   |
| 4        | Paris Saint-Germain    | 58       | 34       | 15 | 13 | 6  | 43 | 24 | +19 | 41040            | UEFA-kupa                                               |
| 5        | Lille                  | 56       | 34       | 15 | 11 | 8  | 39 | 32 | +7  | 17876            | Intertotó-kupa                                          |
| 6        | Bordeaux               | 50       | 34       | 14 | 8  | 12 | 34 | 31 | +3  | 27870            | UEFA-kupa (a francia labdarúgó-ligakupa győztese)       |
| 7        | Troyes AC              | 47       | 34       | 13 | 8  | 13 | 40 | 35 | +5  | 13926            | Intertotó-kupa                                          |
| 8        | FC Sochaux-Montbéliard | 46       | 34       | 12 | 10 | 12 | 41 | 40 | +1  | 16439            | Intertotó-kupa                                          |
| 9        | Olympique de Marseille | 44       | 34       | 11 | 11 | 12 | 34 | 39 | -5  | 50072            |                                                         |
| 10       | FC Nantes              | 43       | 34       | 12 | 7  | 15 | 35 | 41 | -6  | 33368            |                                                         |
| 11       | SC Bastia              | 41       | 34       | 12 | 5  | 17 | 38 | 44 | -6  | 7210             |                                                         |
| 12       | Stade Rennais          | 41       | 34       | 11 | 8  | 15 | 40 | 51 | -11 | 17854            |                                                         |
| 13       | Montpellier HSC        | 40       | 34       | 9  | 13 | 12 | 28 | 31 | -3  | 13861            |                                                         |
| 14       | CS Sedan-Ardennes      | 39       | 34       | 8  | 15 | 11 | 35 | 39 | -4  | 16587            |                                                         |
| 15       | AS Monaco              | 39       | 34       | 9  | 12 | 13 | 36 | 41 | -5  | 8564             |                                                         |
| 16       | EA Guingamp            | 35       | 34       | 9  | 8  | 17 | 34 | 57 | -23 | 12759            |                                                         |
| 17       | FC Metz                | 33       | 34       | 9  | 6  | 19 | 31 | 47 | -16 |                  | Ligue 2                                                 |
| 18       | FC Lorient             | 31       | 34       | 7  | 10 | 17 | 43 | 64 | -21 |                  | Ligue 2 és UEFA-kupa (a francia labdarúgókupa győztese) |

## A góllövőlista élmezőnye
| Helyezés | Név                     | Nemzetiség | Klub                   | Gólok száma |
| -------- | ----------------------- | ---------- | ---------------------- | ----------- |
| 1        | Djibril Cissé           | FRA        | AJ Auxerre             | 22          |
| 1        | Pauleta                 | POR        | Bordeaux               | 22          |
| 3        | Jean-Claude Darcheville | FRA        | FC Lorient             | 19          |
| 4        | Nicolas Goussé          | FRA        | Troyes AC              | 15          |
| 5        | Shabani Nonda           | Kongói DK  | AS Monaco              | 14          |
| 5        | Pierre-Alain Frau       | FRA        | FC Sochaux-Montbéliard | 14          |
| 5        | Sonny Anderson          | BRA        | Olympique Lyonnais     | 14          |
| 5        | Tony Vairelles          | FRA        | SC Bastia              | 14          |
| 9        | Daniel Moreira          | FRA        | RC Lens                | 11          |
| 9        | Bruno Cheyrou           | FRA        | Lille                  | 11          |
| 11       | Sidney Govou            | FRA        | Olympique Lyonnais     | 10          |
| 11       | El Hadji Diouf          | SEN        | RC Lens                | 10          |
| 13       | Dagui Bakari            | CIV        | Lille                  | 9           |
| 14       | Ronaldinho              | BRA        | Paris Saint-Germain    | 8           |
| 14       | Fabrice Fiorèse         | FRA        | Paris Saint-Germainn   | 8           |
| 14       | Lamine Sakho            | SEN        | Olympique de Marseille | 8           |
| 14       | Cédric Bardon           | FRA        | En Avant Guingamp      | 8           |
| 14       | Patrice Loko            | FRA        | Troyes AC              | 8           |
| 14       | Henri Camara            | SEN        | CS Sedan-Ardennes      | 8           |